# BMW 6 Серії (G32) Gran Turismo
G32 BMW 6 серії — це четверте покоління розкішних хетчбеків BMW Gran Turismo, випущених у 2017 році як наступник BMW 5 Серії (F07) Gran Turismo.
Оновлену версію було представлено разом із новою серією 5 27 травня 2020 року. У 2021 році була представлена силова установка з м'яким гібридом.

## Розробка та запуск

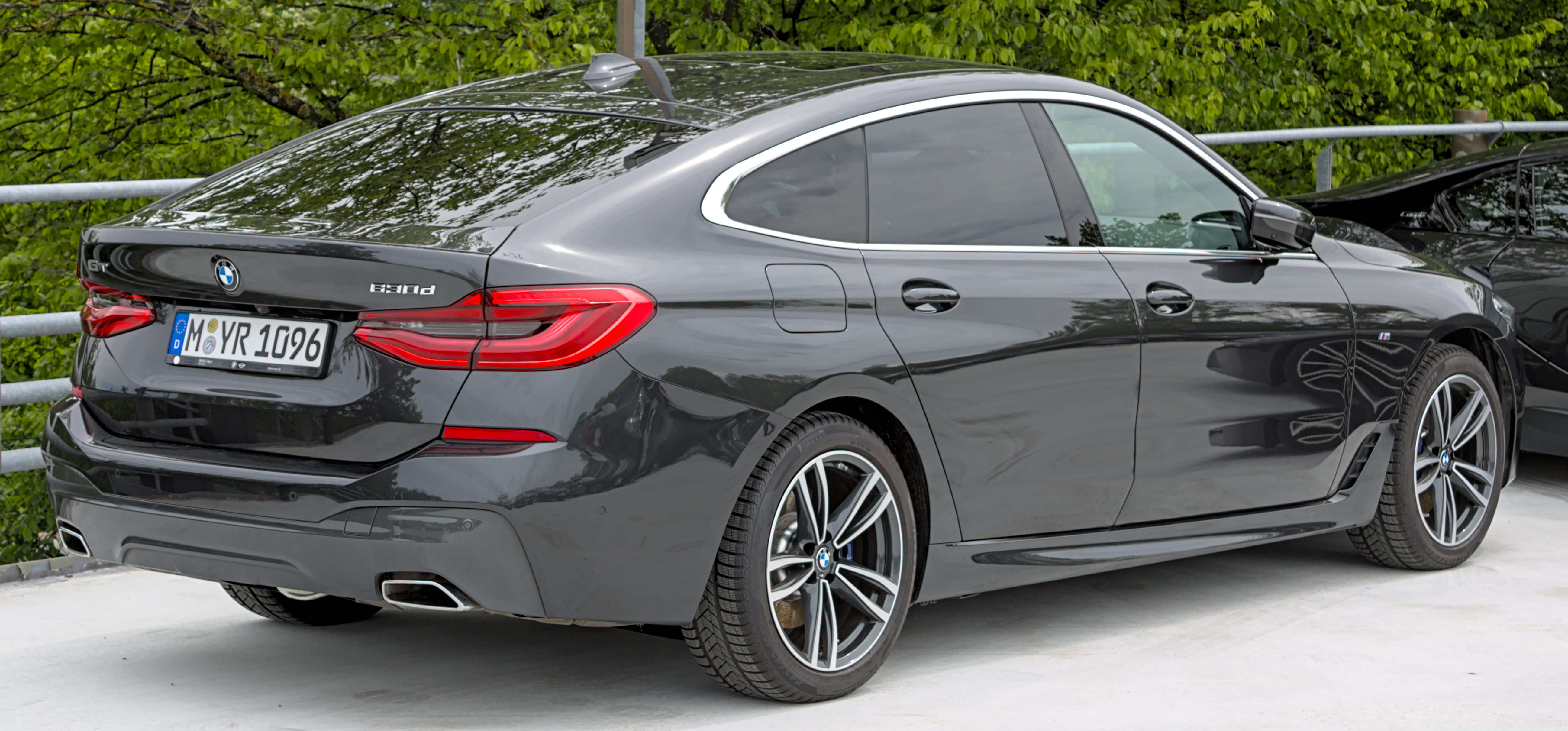
Вид ззаду 630d M Sport GT

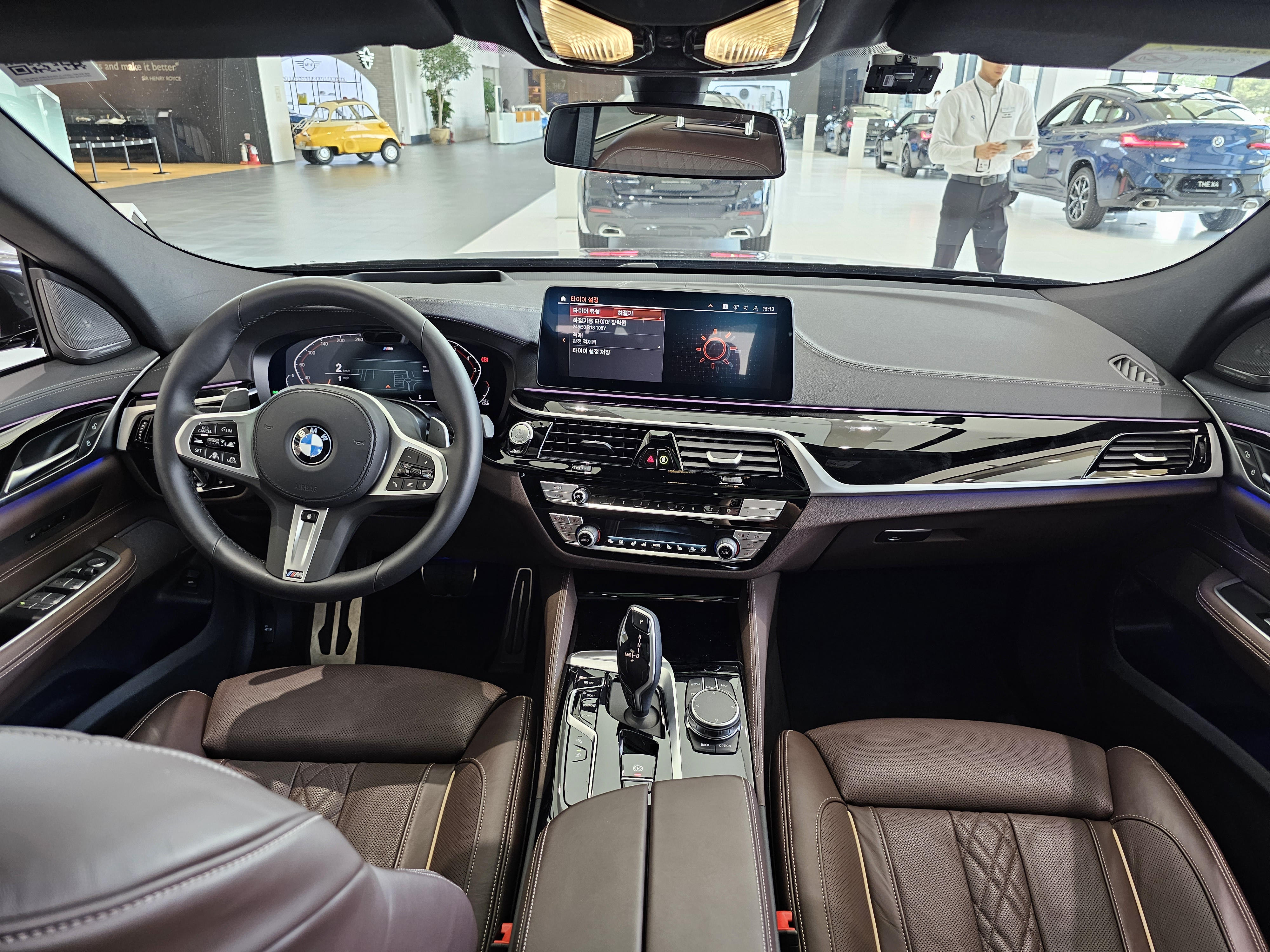

Деталі 6 Серії Gran Turismo були оприлюднені онлайн 14 червня 2017 року. Пізніше автомобіль було офіційно представлено на Франкфуртському міжнародному автосалоні у вересні 2017 року. Екстер'єр був розроблений Хусейном Аль-Аттаром.
У порівнянні з 5 серією Gran Turismo, кузов 6 серії становить на 87 мм (3,4 дюйма) довший, на 21 мм (0,83 дюйма) нижче і на 150 кг (330 фунтів) легше. Заднє вантажне відділення становить на 110 л (3,9 кубічних футів) більше і має 610 л (22 кубічних футів). 6 Серія Gran Turismo базується на платформі модульної кластерної архітектури (CLAR) і оснащена пневматичною підвіскою з самовирівнюванням у стандартній комплектації. Машина автоматично опускається на 9,9 мм (0,39 дюйма) при русі зі швидкістю понад 120 км/год (75 миля/год).
Початкові моделі включають два бензинових двигуни, 630i та 640i, а також 630d, який є одним із двох дизельних двигунів. 640d є другою дизельною моделлю, яка була випущена пізніше у вересні 2017 року. Найновішим і найменшим двигуном для 6 Серії GT є 620d. Цей двигун доступний з липня 2018 року і буде версією початкового рівня для цієї лінійки. Усі моделі доступні у версії з повним приводом (xDrive). Модель 640d доступна тільки з повним приводом.

## Обладнання
6 Серія Gran Turismo оснащена 10,25-дюймовим екраном із останньою версією iDrive 6.0 і доступним із керуванням жестами. BMW Active Driving Assistant є стандартною функцією для всіх моделей і включає такі функції безпеки, як: моніторинг сліпих зон, попередження про виїзд зі смуги руху та інформацію про обмеження швидкості. 6 Серія GT також оснащено адаптивними фарами та багатьма датчиками для допомоги при паркуванні та русі по автомагістралі.

## Трансмісії
Всі моделі оснащені 8-ступінчастою автоматичною коробкою передач. Доступні передачі:
- 8-ступінчастий ZF 8HP50Z автомат (630i / 640i / 640i xDrive)
- 8-ступінчастий ZF 8HP75Z автомат (630d)
- 8-ступінчастий ZF 8HP75X автомат (630d xDrive / 640d xDrive)

Також є ручний послідовний режим, а також спортивне перемикання передач, яке довше утримує передачі та обертає турбокомпресори.

## Моделі

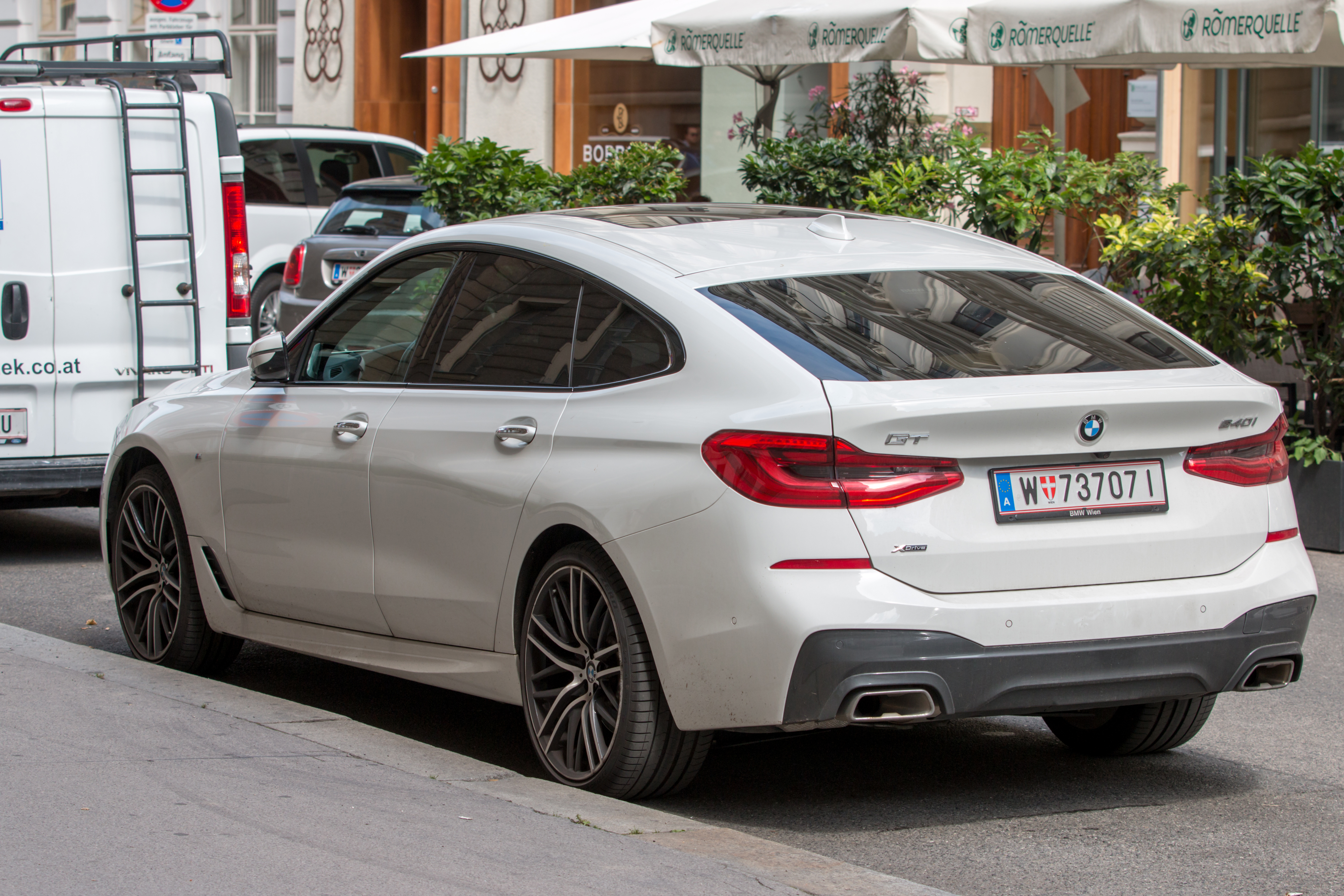
Вид ззаду (640i)

### Бензинові двигуни
| Модель                         | Роки  | Двигун                | Потужність                              | Крутний момент                             | 0—100 км/год (0—62 миля/год) |
| ------------------------------ | ----- | --------------------- | --------------------------------------- | ------------------------------------------ | ---------------------------- |
| 630i                           | 2017– | B48B20 2,0 л I4 турбо | 190 кВт (255 к. с.) при 5000–6500 об/хв | 400 Н⋅м (295 фунт⋅фут) при 1550–4400 об/хв | 6,3 с                        |
| 630i xDrive (Корейський ринок) | 2017– | B58B30 3.0 л I6 турбо | 192,3 кВт (258 к. с.) при 5000 об/хв    | 400 Н⋅м (295 фунт⋅фут) при 1550–4400 об/хв | 6,4 с                        |
| 640i                           | 2017– | B58B30 3.0 л I6 турбо | 250 кВт (335 к. с.) при 5500–6500 об/хв | 450 Н⋅м (332 фунт⋅фут) при 1380–5200 об/хв | 5,4 с                        |
| 640i xDrive                    | 2017– | B58B30 3.0 л I6 турбо | 250 кВт (335 к. с.) при 5500–6500 об/хв | 450 Н⋅м (332 фунт⋅фут) при 1380–5200 об/хв | 5,3 с                        |

### Дизельні двигуни
| Модель      | Роки  | Двигун                | Потужність                         | Крутний момент                             | 0—100 км/год (0—62 миля/год) |
| ----------- | ----- | --------------------- | ---------------------------------- | ------------------------------------------ | ---------------------------- |
| 620d        | 2018– | B47D20 2,0 л I4 турбо | 140 кВт (188 к. с.) при 4000 об/хв | 400 Н⋅м (295 фунт⋅фут) при 1750—2500 об/хв | 7,9 с                        |
| 630d        | 2017– | B57D30 3.0 л I6 турбо | 195 кВт (261 к. с.) при 4000 об/хв | 620 Н⋅м (457 фунт⋅фут) при 2000—2500 об/хв | 6.1 с                        |
| 630d xDrive | 2017– | B57D30 3.0 л I6 турбо | 195 кВт (261 к. с.) при 4000 об/хв | 620 Н⋅м (457 фунт⋅фут) при 2000—2500 об/хв | 6,0 с                        |
| 640d xDrive | 2017– | B57D30 3.0 л I6 турбо | 235 кВт (315 к. с.) при 4400 об/хв | 680 Н⋅м (502 фунт⋅фут) при 1750—2250 об/хв | 5,3 с                        |

## Безпека
630d GT 2017 отримав п'ять зірок у тесті Euro NCAP.

## Нагороди
- 2017 Премія EuroCar Body Award